# オヒルムシロ
オヒルムシロ (Potamogeton natans) は、ヒルムシロ科ヒルムシロ属の水草。

## 分布
日本を含む、北半球の温帯域に分布する。日本では北海道から九州に分布しているが、東日本に多く、関西以西では稀。

## 形態

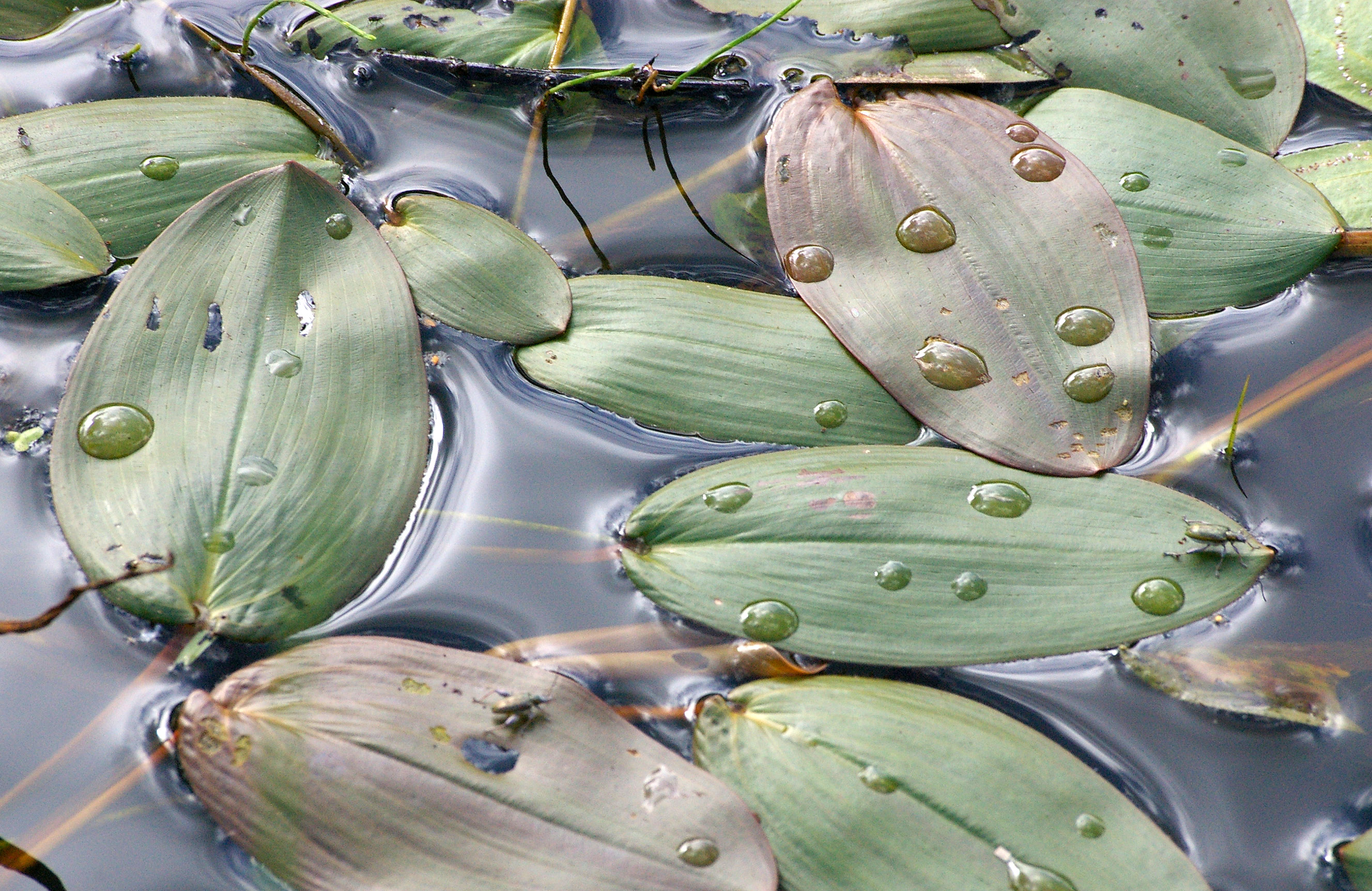
浮葉

地下茎から茎を伸ばし、水中に伸びる茎は2-3mに達することもある。オヒルムシロは、同じ植物体に浮葉と沈水葉をつける。浮葉は長楕円形で、長さ5-12cm、幅2-5cm、10-18cmの葉柄をもつ。沈水葉は線形で、長さ12-30cm、幅0.5-2mm。托葉は4-17cm。
花期は5-8月、穂状花序で、花茎は5-12cm、花穂は3-5cm。果実は倒卵形で、長さ4-5mm。冬には殖芽を形成して、無性的に繁殖する。

## 類似種
同属のヒルムシロやフトヒルムシロに似る。同定のためには沈水葉や果実の形態を見る必要がある。

## 利用
特に利用されない。